# Lista zamachów terrorystycznych w 2013
Poniższe zestawienie prezentuje zamachy terrorystyczne w roku 2013.

## Styczeń
| Data        | Zabici | Ranni | Miejsce                            | Opis |
| ----------- | ------ | ----- | ---------------------------------- | --- |
| 1 stycznia  | 6      | 50    | Karaczi                            | Wybuch ładunku umieszczonego w motorowerze. |
| 1 stycznia  | 7      | 1     | Agencja Chajber                    | Ostrzał mikrobusu organizacji pomocowej. |
| 2 stycznia  | 4      | 0     | Song                               | Atak na posterunek policji. |
| 3 stycznia  | 28     | 60    | Musajab                            | Wybuch samochodu-pułapki. |
| 3 stycznia  | 4      | 15    | Bagdad                             | Wybuch przydrożnej bomby. |
| 3 stycznia  | 11     | 40    | Damaszek                           | Wybuch samochodu-pułapki na stacji benzynowej. |
| 4 stycznia  | 2      | 7     | Dadaab                             | Wybuch ładunku w obozie dla uchodźców. |
| 6 stycznia  | 4      | 15    | Spin Boldak                        | Dwa samobójcze ataki w lokalu gdzie odbywało się spotkanie z lokalnymi liderami. |
| 9 stycznia  | 12     | 50    | Mu’addamijjat asz-Szam k. Damaszku | Wybuch samochodu-pułapki. |
| 10 stycznia | 55     | 150   | Kweta                              | Seria zamachów terrorystycznych: wybuch bomby w pobliżu posterunku sił paramilitarnych, eksplozja w sali bilardowej, użytkowanej przez szyitów oraz trzy inne eksplozje w mieście. |
| 16 stycznia | 31     | 230   | Bagdad Kirkuk                      | Seria zamachów terrorystycznych: 19 osób zginęło, a 190 odniosło obrażenia w wybuchach dwóch samochodów pułapek w Kirkuku; w miejscowości Tuz Churmatu, eksplodowało auto wyładowane materiałami wybuchowymi – zginęło pięć osób, a co najmniej 36 zostało rannych. W Bagdadzie w trzech atakach zginęło sześciu policjantów. |
| 16 stycznia | 22     | 30    | Idlib                              | Wybuch samochodu-pułapki. |
| 21 stycznia | 50     | 30    | As-Salamija                        | W wyniku wybuchu ciężarówki-pułapki zginęło 30 bojowników prorządowych i 20 cywilów. |
| 22 stycznia | 26     | 58    | Bagdad Tadżi                       | W trzech eksplozjach w i pod Bagdadem zginęło co najmniej 17 osób. Wybuchy nastąpiły podczas trwania antyrządowych protestów. W trzech wybuchach w tym jednym samobójczym pod iracką stolicą, według oficjalnych doniesień zginęło co najmniej 17 osób. Najbardziej krwawy czwartkowa eksplozja miała miejsce w mieście Tadżi, 20 km na północ od Bagdadu, gdzie zamachowiec-samobójca jadący samochodem wyładowanym ładunkami wybuchowymi, wysadził się w powietrze koło wojskowej bazy. |
| 23 stycznia | 51     | 98    | Tuz Chormato                       | Zamachowiec-samobójca wysadził się w powietrze podczas pogrzebu miejscowego polityka. |

## Luty
| Data     | Zabici | Ranni | Miejsce | Opis                                                        |
| -------- | ------ | ----- | ------- | ----------------------------------------------------------- |
| 1 lutego | 27     | 55    | Hangu   | Zamachowiec-samobójca wysadził się przed szyickim meczetem. |

## Kwiecień
| Data        | Zabici | Ranni | Miejsce                          | Opis |
| ----------- | ------ | ----- | -------------------------------- | --- |
| 1 kwietnia  | 7      | 11    | Tirkit                           | Około godz. 9.00 czasu lokalnego (ok. godz. 8.00 czasu polskiego) przed siedzibą policji w centrum Tikritu zamachowiec samobójca zdetonował ładunek ukryty w ciężarówce. |
| 15 kwietnia | 75     | 356   | 14 miast na terenie całego kraju | Seria zamachów w 14 miastach m.in. Bagdad, Tikrit, Mosul, An-Nasirijja. |
| 15 kwietnia | 5      | 264   | Boston                           | Podwójny zamach bombowy na uczestników Maratonu Bostońskiego przy linii mety. Sprawcami okazali się Dżochar i Tamerlan Carnajewowie, z których ten ostatni i zmarł 4 dni później w szpitalu w Bostonie w wyniku ciężkich ran odniesionych ze strzelaniny podczas interwencji policji. |
| 16 kwietnia | 9      | 50    | Peszawar                         | Samobójczy zamach bombowy na wiecu przedwyborczym. Do ataku przyznali się talibowie. |
| 16 kwietnia | 0      | 16    | Bangalore                        | Wybuch bomby umieszczonej w motocyklu przed siedzibą Indyjskiej Partii Ludowej. |
| 19 kwietnia | 13     | 0     | okręg Andar                      | Atak talibów w godzinach nocnych na posterunek kontrolny policji. |
| 21 kwietnia | 6      | 1     | okręg Dih Yak                    | Atak talibów na posterunek kontrolny policji. |
| 23 kwietnia | 0      | 2     | Trypolis                         | Wybuch samochodu pułapki przed ambasadą Francji. |
| 23 kwietnia | 14     | 39    | Mukdadija Bagdad                 | Zamachy na sunnickie meczety. W miejscowości Mukdadija w wyniku ostrzału moździerzowego zginęło 10, a rannych zostało 25 osób. W Bagdadzie wskutek wybuchu dwóch ładunków wybuchowych zginęły 4, a rannych zostało 14 osób. |
| 24 kwietnia | 8      | 20    | Bagdad                           | Wybuch samochodu pułapki we wschodniej części miasta. |
| 25 kwietnia | 5      | 9     | Karaczi                          | Zamach bombowy przed biurem partii lewicowej. Do ataku przyznali się talibowie. |
| 28 kwietnia | 9      | 22    | Kohat Peszawar                   | Zamachy bombowe dokonane na biura wyborcze lewicowych polityków. W mieście Kohat zginęło 6, a rannych zostało 10 osób. W mieście Peszawar zginęły 3, a rannych zostało 12 osób. Do ataków przyznali się talibowie. |
| 29 kwietnia | 26     | 95    | Amara Diwanija Karbala Mahmudija | Jednoczesny wybuch dwóch samochodów pułapek w mieście Amara w pobliżu targowiska i miejsca, w którym zbierali się robotnicy budowlani. Śmierć poniosło 13, a ranne zostały 42 osoby. W zbliżonym czasie wybuchł samochód pułapka w mieście Diwanija. Zginęło 8, a rannych zostało 25 osób. Kolejny wybuch miał miejsce w Karbali. Śmierć poniosły 2 osoby, a 12 zostało rannych. 5 samochód pułapka eksplodował w mieście Mahmudija. Zginęły tam 3 osoby, a 16 odniosło obrażenia. |
| 29 kwietnia | 1      | 2     | Damaszek                         | Zamach bombowy na konwój z premierem Syrii. |
| 30 kwietnia | 13     | 70    | Damaszek                         | Zamach bombowy w centrum miasta. |
| 30 kwietnia | 1      | 4     | Salah Ad-Din                     | W mieście Salman w pobliżu jednej z restauracji w centrum miasta eksplodował samochód-pułapka. |

## Maj
| Data         | Zabici | Ranni | Miejsce                                   | Opis |
| ------------ | ------ | ----- | ----------------------------------------- | --- |
| 1 maja       | 15     | 24    | Al-Falludża Bajdżi Bagdad Ar-Ramadi       | W pobliżu miasta Al-Falludża zamachowiec samobójca zdetonował w tłumie ładunki wybuchowe. Śmierć poniosło 6 osób. W mieście Bajdżi eksplodowała bomba. W wybuchu zginęło 4 policjantów. W Bagdadzie zdetonowano samochód-pułapkę zabijając 3, a raniąc 14 osób. Kolejny samochód-pułapka eksplodował w mieście Ar-Ramadi. Śmierć poniosło 2 policjantów, a 10 zostało rannych. |
| 1 maja       | 5      | 4     | Machaczkała Bujnaksk                      | W Machaczkale wybuchła bomba pozostawiona w reklamówce przed sklepem budowlanym. Śmierć poniosły 2 osoby, a kolejne 2 zostały ranne. W mieście Bujnaksk ostrzelano dwa radiowozy policyjne. Zginęło 3 policjantów, a 2 odniosło ciężkie obrażenia. |
| 2 maja       | 1      | 7     | Karbala Al-Falludża                       | W Karbali podczas rozbrajania ładunku wybuchowego doszło do wybuchu. Zginął 1 policjant, a 3 zostało rannych. W pobliżu miasta Al-Falludża miały miejsce dwa zamachy na konwoje policyjne. Do pierwszego doszło w godzinach południowych. Nikt nie odniósł obrażeń. Kolejny atak miał miejsce w godzinach wieczornych. Przejeżdżający patrol obrzucono granatami. 4 policjantów zostało rannych. |
| 2 maja       | 8      | 0     | Pol-e Alam                                | W pobliżu miasta Pol-e Alam zdetonowano ładunki wybuchowe niedaleko przejeżdżającego policyjnego konwoju. |
| 2 maja       | 0      | 8     | Karaczi                                   | Wybuch bomby w centrum handlowym. Zamach miał związek z majowymi wyborami w tym kraju. |
| 3 maja       | 2      | 0     | Bilal Colony                              | W wyniku narastającego napięcia przed zbliżającymi się wyborami zastrzelono polityka Narodowej Partii Awami oraz jego syna. |
| 3 maja       | 14     | 43    | Bagdad Mosul Tikrit Mukdadija             | W Bagdadzie doszło do trzech zamachów. Pierwszy miał miejsce po zakończeniu modlitw w jednym z meczetów. Wśród rozchodzącego się tłumu wybuchła bomba. 6 osób zginęło, a 31 odniosło obrażenia. W północnej części miasta eksplodowała bomba tuż obok przejeżdżającego policyjnego patrolu. 2 osoby zostały ranne. Eksplodował również ładunek wybuchowy przymocowany do samochodu wysokiego oficera policji. 1 osoba odniosła obrażenia. W Mosulu w pobliżu policyjnego patrolu zdetonowano improwizowany ładunek wybuchowy. Śmierć poniósł 1 policjant, a 3 zostało rannych. Do serii zamachów doszło także w Tikricie. We wschodniej części miasta ostrzelano posterunek policji. Zginęła 1 osoba. W centrum miasta wystrzelono rakietę w kierunku placu zabaw. Śmierć poniosły 3 osoby, w tym jedno dziecko, a 1 osoba została ranna. W południowej dzielnicy ostrzelano punkt kontrolny policji. W jego wyniku zginęło 2 policjantów, a 1 został ranny. Ostatni zamach miał miejsce w północnej części miasta. Podczas akcji rozbrajania eksplodował ładunek wybuchowy. Śmierć poniósł policjant. W mieście Mukdadija w pobliżu szpitala wybuchł samochód-pułapka. 4 osoby odniosły obrażenia. |
| 4 maja       | 6      | 4     | Mosul Bakuba Al-Falludża                  | W Mosulu doszło do serii aktów terroru. Pierwszy to wybuch przydrożnej bomby. Zginęło 2 policjantów, a 1 cywil odniósł obrażenia. Kilka godzin później ostrzelano jednostkę wojskową. Śmierć poniósł 1 żołnierz. W godzinach wieczornych wskutek ostrzału patrolu wojskowego zginęło 2 żołnierzy. Dwie bomby eksplodowały w okolicach Bakuby. W wybuchach ucierpiało 2 policjantów. W centrum miasta Al-Falludża doszło do strzelaniny. Zginęła 1 osoba. |
| 4 maja       | 3      | 34    | Azizabad                                  | Dwie równoczesne eksplozje bomb przed siedzibą lewicowej partii politycznej. |
| 4 maja       | 5      | 0     | Maiwand                                   | Wybuch przydrożnej bomby pod przejeżdżającym konwojem wojskowym. Śmierć poniosło 5 amerykańskich żołnierzy. |
| 4 maja       | 5      | 4     | Gao                                       | Zamachowiec samobójca zaatakował patrol wojskowy rozpylając gaz i strzelając do żołnierzy. |
| 5 maja       | 11     | 0     | Mogadiszu                                 | Wybuch samochodu-pułapki w centrum miasta. |
| 5 maja       | 4      | 17    | Kirkuk Mosul Abu Ghurajb Bajdżi Bagdad    | W Kirkuku w centrum miasta wybuchła przydrożna bomba. Ranne zostały 2 osoby. Kolejny ładunek eksplodował w okolicach miasta raniąc 2 osoby. W Mosulu grantami obrzucono policyjny patrol. 1 osoba zginęła, a 1 odniosła obrażenia. W mieście Abu Ghurajb eksplodowała przydrożna bomba. 1 osoba zginęła, a 4 zostały ranne. W Bajdżi ostrzelano policyjny patrol. Śmierć na miejscu poniósł policjant, a drugi odniósł obrażenia. 3 sprawców strzelaniny schwytano po krótkim pościgu. W Bagdadzie doszło do dwóch zamachów. Pierwszy to wybuch improwizowanej bomby w pobliżu kawiarni. Zginęła 1 osoba, a 4 zostały ranne. W południowo-zachodniej dzielnicy miasta doszło do ostrzału moździerzowego. 4 osoby odniosły obrażenia. |
| 6 maja       | 15     | 50    | Kurram                                    | Wybuch bomby na wiecu wyborczym partii fundamentalistów muzułmańskich Jamaat-e-Ulema-e-Islam. |
| 11 maja      | 20     | 20    | Karaczi Peszawar                          | Seria zamachów podczas wyborów parlamentarnych. |
| 11 maja      | 43     | 140   | Reyhanlı                                  | Eksplozja dwóch samochodów-pułapek. Zamachy przeprowadzone przez syryjski wywiad. |
| 12 maja      | 6      | 46    | Kweta                                     | Zamach samobójczy przed domem szefa policji prowincji Beludżystan. |
| 13 maja      | 10     | 12    | Kandahar                                  | W wyniku wybuchu miny-pułapki zginęło 10 cywilów. |
| 13 maja      | 3      | 30    | Bengazi                                   | Wybuch samochodu-pułapki pod szpitalem. |
| 15 maja      | 30     | 80    | Bagdad Kirkuk                             | Eksplozje samochodów-pułapek wymierzone w szyitów. |
| 15 – 21 maja | 449    | 732   | Irak                                      | Seria zamachów terrorystycznych w całym kraju dokonane przez Islamskie Państwo w Iraku. |
| 16 maja      | 15     | 35    | Kabul                                     | Zamach wymierzony w zagraniczny konwój wojskowy. |
| 17 maja      | 71     | 65    | Bagdad Bakuba Al-Falludża                 | Na serię zamachów składały się wybuch dwóch bomb pod meczetem w Bakubie, gdzie zginęły 43 osoby. Pierwsza eksplozja nastąpiła, gdy wierni wychodzili z meczetu po świątecznych modłach. Ofiarą drugiego wybuchu padły również osoby, które przybyły na pomoc rannym. 21 osób zginęło w wyniku wybuchu przydrożnej bomby koło kompleksu handlowego w Bagdadzie. Z kolei w Al-Falludży siedem osób zginęło po eksplozji w kawiarni. |
| 17 maja      | 9      | 70    | Kandahar                                  | Eksplozja dwóch bomb pod ekskluzywnym osiedlem mieszkaniowym, którego współwłaścicielem był Mahmud Karzaj, brat prezydenta Hamida Karzaja. |
| 17 maja      | 12     | 50    | Baz Darrah, Malakand, Chajber Pasztunchwa | Wybuch dwóch bomb w meczecie sunnickim we wsi Baz Darrah. |
| 20 maja      | 4      | 52    | Machaczkała                               | Wybuch dwóch samochodów-pułapek przy budynkach administracji lokalnej. |
| 22 maja      | 13     | 16    | Kweta                                     | Wybuch bomby ukrytej w rikszy spowodował śmierć 11 żołnierzy i dwóch cywilów. |
| 23 maja      | 35     | 14    | Arlit, Agadez                             | Ruch na rzecz Jedności i Dżihadu w Afryce Zachodniej dokonało zamachów bombowych na koszary wojskowe i kopalnię rud uranu północy Nigru. Zamachowiec-samobójca sforsował przed świtem ciężarówką zaporę przy wjeździe do koszar i zdetonował znajdujący się w pojeździe materiał wybuchowy, gdy żołnierze otworzyli ogień. Wtedy do walki włączyli się inni terroryści, którzy jechali w samochodach, podążających za ciężarówką. W walce która wywiązała się po atakach bombowych poległo 24 nigerskich żołnierzy, a 14 zostało rannych. W międzyczasie przed kopalnią uranu Somair w pobliżu miasta Arlit doszło do zamachu w którym zginął jeden pracownik. Łącznie w zamachach zginęło dziesięciu islamistów. |
| 25 maja      | 27     | 32    | Chhattisgarh                              | Naksalici zaatakowali konwój 10 samochodów przewożących pracowników Indyjskiego Kongresu Narodowego. |

## Czerwiec
| Data       | Zabici | Ranni       | Miejsce                     | Opis |
| ---------- | ------ | ----------- | --------------------------- | --- |
| 3 czerwca  | 13     | 20          | Paktia                      | Zamachowiec samobójca jadący na motocyklu wysadził się w powietrze między żołnierzami koalicji. |
| 6 czerwca  | 7      | 9           | Helmand                     | Siedmiu gruzińskich żołnierzy straciło życie w zamachu z użyciem ciężarówki-pułapki przy bazie sił ISAF. |
| 8 czerwca  | 7      | 10          | Hims                        | Eksplozja samochodu-pułapki w alawickiej dzielnicy Hims. |
| 10 czerwca | 94     | 286         | Irak                        | Fala zamachów terrorystycznych, która przetoczyła się przez cały kraj. |
| 11 czerwca | 17     | 40          | Kabul                       | Dwóch zamachowców-samobójców zdetonowało pojazdy tuż przed sądem w Kabulu. |
| 11 czerwca | 14     | 31          | Damaszek                    | Dwie bomby eksplodowały w centrum stolicy Syrii, na placu Mardżeh, zabijając co najmniej 14 osób i raniąc 31. |
| 15 czerwca | 23     | 30          | Kweta                       | Podwójny zamach terrorystyczny: celem pierwszego zamachu bombowego był autokar, którym jechały studentki, a drugiego – szpital, dokąd zabrano ranne. |
| 15 czerwca | 7      | 12          | Wanlaweyn                   | Eksplozja bomby w kawiarni. |
| 16 czerwca | 54     | 174         | Irak                        | Kolejne ataki terrorystyczne na terenie całego kraju wymierzone w szyitów. |
| 16 czerwca | 20     | 10          | Damaszek                    | W dzielnicy Mazze gdzie mieszczą się ambasady oraz lotnisko wojskowe doszło do eksplozji bomby umieszczonej w samochodzie-pułapce, w wyniku czego zginęło 20 żołnierzy syryjskich. |
| 17 czerwca | 20     | 10          | Aleppo                      | W dzielnicy Al-Duwarinija w pobliżu międzynarodowego lotniska eksplodował samochód-pułapka w wyniku czego śmierć poniosło 60 żołnierzy syryjskich. |
| 18 czerwca | 20     | 50          | Mardan, Chajber Pasztunchwa | Zamach samobójczy na pogrzebie podczas którego zginął deputowany na parlament. |
| 19 czerwca | 22     | 20          | Mogadiszu                   | Atak na siedzibę ONZ w Mogadiszu. |
| 21 czerwca | 15     | 25          | Peszawar                    | Zamach samobójczy w szyickim meczecie. |
| 22 czerwca | 14     | 32          | Sab al-Bor k. Bagdadu       | Zamach samobójczy w szyickim meczecie. |
| 24 czerwca | 39     | ?           | Bagdad                      | Eksplozja dziesięciu samochodów-pułapek w irackiej stolicy wymierzone w szyitów. |
| 25 czerwca | 17     | 1           | Kabul                       | Zamach na pałac prezydencki w Kabulu. O godz. 6.30 (godz. 4 czasu polskiego), pod bramą pałacu stanął pancerny samochód. Wyszli z niego mężczyźni z fałszywymi dokumentami, próbując dostać się do pałacu. Kiedy strażnicy nie wpuścili ich do środka auto eksplodowało. Następnie nastąpiło siedem bądź osiem wybuchów, a potem przez co najmniej 45 minut słychać tam było wymianę ognia z broni strzeleckiej. Strażnicy zabili wszystkich 14 napastników. Zginęło również trzech strażników, a jeden został ranny. |
| 25 czerwca | 9      | 3           | Kandahar                    | W wyniku przydrożnej miny-pułapki zginęło osiem kobiet i dziecko, a trzech mężczyzn zostało rannych. |
| 25 czerwca | 11     | ?           | Tuz Churmato                | Dwaj zamachowcy samobójcy zabili co najmniej ośmiu irackich Turkmenów w pobliżu miasta Tuz Churmato. Z kolei między miastami Musajib i Iskandrija, miał miejsce zamach bombowy na mikrobus, wiozący szyickich pielgrzymów do Karbali na festiwal religijny. Spowodowało to trzy ofiary śmiertelne. |
| 26 czerwca | 7      | 8           | Karaczi                     | Zamach bombowy wymierzony w lokalnego sędziego, który został w nim ranny. |
| 27 czerwca | 22     | ?           | Bakuba                      | Eksplozja dwóch bomb w kawiarni. |
| 27 czerwca | 8      | 4           | Jala                        | Wybuch 60-kilogramowej bomby wymierzonej w wojskowych – ośmiu zabitych żołnierzy. |
| 30 czerwca | 17     | kilkanaście | Badhber k. Peszawaru        | Zamach bombowy wymierzony w żołnierzy służby korpusu granicznego Frontier Corps. |
| 30 czerwca | 24     | 65          | Kweta                       | Zamachowiec-samobójca wysadził się w meczecie. |
| 30 czerwca | 10     | kilkanaście | Bagdad Bakuba               | Potrójny zamach: Sześć osób zginęło, gdy ładunek wybuchowy eksplodował na boisku piłkarskim w Maadan na południe od Bagdadu. Kolejna bomba wybuchła w pobliżu stadionu w Bakubie, mieście położonym na północny wschód od irackiej stolicy, zabijając tam dwie osoby. Tyle samo ofiar śmiertelnych pociągnął za sobą zamach na targu w centrum Bagdadu. |

## Lipiec
| Data        | Zabici | Ranni | Miejsce                          | Opis |
| ----------- | ------ | ----- | -------------------------------- | --- |
| 1 lipca     | 33     | 40    | Mukdadja Bakuba                  | Zamach samobójczy w szyickim meczecie w Mukdadiji (23 zabitych, 40 rannych) oraz zamach w kawiarni w Bakubie (10 zabitych). |
| 2 lipca     | 46     | ?     | Bagdad Kirkuk Mosul              | Eksplozja pięciu samochodów-pułapek w irackiej stolicy Bagdad oraz ataki terrorystyczne w Kirkuku i Mosulu.                 |
| 5 lipca     | 12     | ?     | Oruzgan                          | Zamach samobójczy na posterunek policyjny.                                                                                  |
| 5 lipca     | 15     | 32    | Bagdad                           | Zamachowczyni-samobójczyni wysadziła się w powietrze podczas modłów w szyickim meczecie.                                    |
| 9 lipca     | 17     | 7     | Herat                            | W wyniku wybuchu miny-pułapki zginęło 12 kobiet, czworo dzieci i mężczyzna.                                                 |
| 13 lipca    | 50     | 140   | Irak                             | Zamachy w kilku irackich miastach w trakcie ramadanu.                                                                       |
| 20-21 lipca | 70     | 150   | Kirkuk, Tadżi, Basmaija i Bagdad | Wybuch 11 samochodów-pułapek wieczorem 20 lipca. Kontynuacja zamachów rano 21 lipca.                                        |
| 26 lipca    | 8      |       | Cagayan de Oro                   | Wybuch bomby w restauracji.                                                                                                 |
| 26 lipca    | 57     | 100   | Parachinar                       | Wybuch dwóch bomb na targowisku.                                                                                            |
| 27 lipca    | 6      | 9     | Mogadiszu                        | Wybuch samochodu-pułapki przy bramie ambasady tureckiej.                                                                    |
| 28 lipca    | 8      | 9     | Tuz Churmato                     | Wybuch samochodu-pułapki przy konwoju kurdyjskiej milicji Asajesz.                                                          |
| 29 lipca    | 46     | 176   | Bagdad, Basra, Kut, Mahmadija    | Seria eksplozji 13 samochodów-pułapek na miejscach uczęszczanych przez szyitów.                                             |
| 29 lipca    | 15     |       | Kano                             | Wybuch bomby wymierzony w chrześcijan.                                                                                      |
| 30-31 lipca | 9      | 11    | Bagdad                           | Podwójny zamach samobójczy, najpierw na sunnicki meczet, później na szyicki.                                                |

## Sierpień
| Data        | Zabici | Ranni | Miejsce                                             | Opis |
| ----------- | ------ | ----- | --------------------------------------------------- | --- |
| 3 sierpnia  | 18     | 11    | Irak                                                | Seria zamachów terrorystycznych w kilku miastach. |
| 3 sierpnia  | 9      | 22    | Dżalalabad                                          | Zamachowiec-samobójca wysadził się pod indyjskim konsulatem. |
| 5 sierpnia  | 6      | 29    | Cotabato                                            | Eksplozja samochodu-pułapki na ruchliwej ulicy. |
| 6 sierpnia  | 18     | 26    | Damaszek                                            | Wybuch samochodu-pułapki na przedmieściach syryjskiej stolicy, w wyniku czego śmierć poniosło 18 osób, a 56 zostało rannych Co najmniej 35 osób zginęło w serii zamachów bombowych w stolicy Iraku, Bagdadzie i pobliskich miejscowościach. |
| 6 sierpnia  | 35     |       | Bagdad                                              | Co najmniej 35 osób zginęło w serii zamachów bombowych w stolicy Iraku, Bagdadzie i pobliskich miejscowościach. |
| 7 sierpnia  | 11     |       | Karaczi                                             | Wybuch bomby na boisku sportowym. |
| 8 sierpnia  | 14     | 3     | Nangarhar                                           | Wybuch bomby podczas święta Id al-Fitr wymierzony w grupę kobiet. |
| 8 sierpnia  | 32     | 78    | Bagdad                                              | Eksplozja sześciu samochodów-pułapek w irackiej stolicy. |
| 8 sierpnia  | 37     | 50    | Kweta                                               | Zamach terrorystyczny na pogrzebie. |
| 10 sierpnia | 91     | 300   | Bagdad, Karbala, An-Nasirijja, Kirkuk, Tuz Churmato | Kolejna seria zamachów terrorystycznych w Iraku w wykonaniu Islamskiego Państwa w Iraku i Lewancie podczas święta Id al-Fitr. W samym Bagdadzie samochody-pułapki eksplodowały w dziewięciu miejscach. Do aktów terroru doszło także poza iracką stolicą. W Tuz Churmato, zamachowiec-samobójca na zatłoczonej ulicy zdetonował ładunki wybuchowe ukryte w samochodzie. Ataki bombowe na szyitów miały także miejsce w Karbali, An-Nasirijji oraz Kirkuku. Łącznie śmierć poniosło łącznie ponad 91 osób. |
| 12 sierpnia | 16     | 35    | Balad                                               | Zamach samobójczy w kawiarni. |
| 14 sierpnia | 14     | 26    | Bakuba                                              | Wybuch bomb-pułapek na ulicy przy lodziarni oraz kawiarni. |
| 15 sierpnia | 27     | 290   | Bejrut                                              | Wybuchu samochodu-pułapki na południowych przedmieściach Bir al-Abed, będącym bastionem szyickiego Hezbollahu. Zginęły 22 osoby, a 290 zostało rannych. Według libańskich władz był to najbardziej krwawy zamach w Bejrucie od 30 lat. |
| 22 sierpnia | 14     |       | Ar-Ramadi                                           | Eksplozja samochodu-pułapki przed siedzibą dowództwa wojskowego. |
| 23 sierpnia | 47     | 500   | Trypolis                                            | Podwójna eksplozja samochodu-pułapki przed dwoma sunnickimi meczetami. Prawdopodobny odwet za zamach wykonany tydzień wcześniej w Bejrucie. |
| 23 sierpnia | 23     | 50    | Bagdad                                              | Eksplozja samochodu-pułapki pod zatłoczoną kawiarnią. |
| 25 sierpnia | 48     |       | Mosul, Bagdad, Balad, Bakuba                        | Seria zamachów terrorystycznych w czterech miasta Iraku. |
| 28 sierpnia | 71     | 201   | Bagdad                                              | Fala zamachów terrorystycznych w okolicach irackiej stolicy wymierzone w szyitów. |

## Wrzesień
| Data           | Zabici | Ranni | Miejsce                 | Opis |
| -------------- | ------ | ----- | ----------------------- | --- |
| 1 września     | 9      | 21    | Miranszah               | W wyniku wybuchu miny-pułapki w Północnym Waziristanie zginęło dziewięciu pakistańskich żołnierzy. |
| 3 września     | 64     | 150   | Bagdad                  | Wybuch samochodów-pułapek na terenach zamieszkałych przez szyitów. |
| 7 września     | 18     | 20    | Mogadiszu               | Podwójny wybuch w pobliżu siedziby rządu. |
| 10 września    | 20     |       | Dijala                  | Seria zamachów wymierzonych w szyitów w prowincji Dijala oraz wybuch miny-pułapki pod sunnicką kawiarnią. |
| 13 września    | 30     | 25    | Bakuba                  | Eksplozja dwóch przydrożnych bomb przy sunnickim meczecie. |
| 14 września    | 27     | 50    | Mosul                   | Zamach samobójczy podczas pogrzebu. |
| 15 września    | 28     |       | Bagdad Al-Hilla Karbala | Seria zamachów terrorystycznych wymierzonych w szyitów. |
| 19 września    | 19     | 4     | Dżburin k. Hims         | Wybuch przydrożnej miny-pułapki. |
| 19 września    | 20     |       | Zamalka                 | Eksplozja samochodu-pułapki pod budynkiem administracji rządowej. |
| 20 września    | 18     | 20    | Samarra                 | Wybuch dwóch bomb w sunnickim meczecie. |
| 21 września    | 72     | 120   | Bagdad                  | Zamach bombowy podczas szyickiej uroczystości pogrzebowej. Początkowo koło namiotów z żałobnikami wybuchł samochód pułapka, następnie zamachowiec samobójca zdetonował materiał wybuchowy ukryty w innym samochodzie, a kiedy na miejsce przybyła policja i straż pożarna, nastąpiła trzecia eksplozja.                 |
| 21-24 września | 67     | 240   | Nairobi                 | Zamach terrorystyczny rozpoczęty 21 września 2013 przez somalijskich islamistów z ugrupowania Asz-Szabab. Zamachowcy wdarli się do centrum handlowego Westgate Mall około południa czasu miejscowego, gdzie wzięli zakładników. Kryzys trwał do 24 września 2013, kiedy obiekt został odbity przez siły bezpieczeństwa. |
| 22 września    | 81     | 145   | Peszawar                | Podwójny zamach samobójczy wymierzony w chrześcijan wychodzących z kościoła po niedzielnej mszy świętej. |
| 24 września    | 9      |       | Al-Hadisa               | Skoordynowany atak na obiekty sił bezpieczeństwa. |
| 26 września    | 23     |       | Bagdad                  | Eksplozje bomb na dwóch targowiskach w stolicy Iraku. |
| 27 września    | 19     | 40    | Peszawar                | Zamach na autobus odwożący urzędników do domu z pracy. |
| 29 września    | 42     | 18    | Gujba                   | Atak uzbrojonych bojowników Boko Haram na akademik w którym zabijano śpiących studentów. |
| 29 września    | 31     | 70    | Peszawar                | Wybuch samochodu-pułapki pod posterunkiem policji. |
| 30 września    | 54     |       | Bagdad                  | Skoordynowany zamach terrorystyczny, który przeprowadzono w irackiej stolicy i na obrzeżach za pomocą 14 samochodów pułapek. |

## Październik
| Data            | Zabici | Ranni | Miejsce                        | Opis |
| --------------- | ------ | ----- | ------------------------------ | --- |
| 3 października  | 15     | 10    | Orakzai                        | Zamach samobójczy na dowódcę prorządowej milicji. |
| 6 października  | 15     | 44    | Kabuk                          | Podwójny zamach samobójczy z wykorzystaniem samochodów-pułapek przy szkole i posterunku policji. Wśród 15 ofiar było dziesięcioro dzieci.                                                                       |
| 7 października  | 6      | 20    | Peszawar                       | Wybuch bomby w momencie przejazdu przez miasto konwoju pracowników rządowego programu szczepień przeciw polio.                                                                                                  |
| 7 października  | 22     |       | Bagdad i okolice               | Seria zamachów terrorystycznych w irackiej stolicy i jej okolicach. |
| 7 października  | 5      | 50    | At-Tur                         | Eksplozja samochodu-pułapki, w wyniku której zginęło pięciu policjantów. |
| 14 października | 39     |       | Darkusz                        | Eksplozja samochodu-pułapki na miejscowym targowisku. |
| 16 października | 12     | 24    | Kirkuk                         | Zamach terrorystyczny przed sunnickim meczetem, podczas święta Id al-Adha. |
| 16 października | 21     |       | Nawa                           | Eksplozja miny-pułapki w chwili przejazdu ciężarówki, którą podróżowali cywile. |
| 16 października | 8      | 20    | Gandapura, Chajber Pasztunchwa | Zamach terrorystyczny w wyniku którego zginął minister sprawiedliwości prowincji Chajber Pasztunchwa, Israrullah Gandapur.                                                                                      |
| 17 października | 59     |       | Bagdad, Tuz Chormato, Mosul    | Seria zamachów samobójczych i eksplozji samochodów pułapek wymierzona w szyitów. |
| 19 października | 16     |       | Damaszek                       | W dzielnicy Dżaramana doszło do zamachu samobójczego z wykorzystaniem samochodu pułapki w wyniku czego zginęło 16 syryjskich żołnierzy.                                                                         |
| 19 października | 16     | 32    | Baladwajn                      | Zamach samobójczy w restauracji. |
| 20 października | 42     | 78    | Bagdad, Rawa                   | Zamach samobójczy w kawiarni odwiedzanej przez szyitów (34 zabitych) oraz wybuch ciężarówki-pułapki w mieście Rawa w prowincji Al-Anbar.                                                                        |
| 20 października | 43     |       | Hama                           | Eksplozja ciężarówki-pułapki w wojskowym punkcie kontrolnym. |
| 21 października | 7      | 37    | Wołgograd                      | Terrorystka-samobójczyni wysadziła się w powietrze w podmiejskim autobusie. |
| 21 października | 6      | 17    | Nasirabad, Beludżystan         | Eksplozja bomby w pociągu. |
| 26 października | 45     | +100  | Suk Wadi Barada, k. Damaszku   | Eksplozja samochodu-pułapki w pobliżu meczetu. |
| 27 października | 38     | +100  | Bagdad                         | Seria wybuchów samochodów pułapek w irackiej stolicy. |
| 27 października | 14     |       | Mosul                          | Zamachowiec-samobójca wjechał w grupę żołnierzy oczekujących na wypłaty w banku w mieście Mosul. |
| 27 października | 18     |       | Ghazni                         | Eksplozja drogowej miny-pułapki zabiła 18 osób jadących mikrobusem na wesele. |
| 27 października | 6      |       | Patna, Bihar                   | Co najmniej 6 osób zginęło w wybuchu kilku bomb w mieście Patna, stolicy stanu Bihar, podczas wiecu wyborczego opozycyjnej Partii Bharatiya Janata (BJP) z udziałem jej kandydata na premiera Narendry Modiego. |
| 27 października | 6      |       | Patna, Bihar                   | Co najmniej 6 osób zginęło w wybuchu kilku bomb w mieście Patna, stolicy stanu Bihar, podczas wiecu wyborczego opozycyjnej Partii Bharatiya Janata (BJP) z udziałem jej kandydata na premiera Narendry Modiego. |
| 29 października | 6      |       | Pekin                          | Samochód wjechał na Plac Niebiańskiego Spokoju po czym eksplodował. |
| 29 października | 20     |       | Bagdad, Mosul, Tirkit          | Seria trzech zamachów-samobójczych. |

## Listopad
| Data         | Zabici | Ranni | Miejsce        | Opis |
| ------------ | ------ | ----- | -------------- | --- |
| 6 listopada  | 8      | 50    | Bagdad         | Wybuch cysterny wyładowanej ładunkami wybuchowymi pod posterunkiem policji. |
| 6 listopada  | 8      | 41    | As-Suwajda     | Wybuch samochodu-pułapki na głównym placu miasta kontrolowanego przez siły rządowe. |
| 7 listopada  | 8      | 50    | Tarmija        | Dwaj zamachowcy-samobójcy poruszający się samochodami wysadzili się w powietrze koło bazy wojskowej.                                                                                             |
| 8 listopada  | 11     |       | Mogadiszu      | Wybuch samochodu-pułapki pod hotelem. |
| 13 listopada | 18     |       | Bakuba, Tirkit | Co najmniej 10 osób zginęło w zamachu samobójczym koło miasta Tikrit w Iraku; na obrzeżach miasta Bakuba co najmniej 8 osób zginęło w serii eksplozji bomb wymierzonych w szyickich pielgrzymów. |
| 14 listopada | 35     |       | Sadija         | Co najmniej 35 zginęło w zamachu samobójczym na uroczystości religijnej podczas szyickiego święta Aszura w mieście Sadija w Iraku pielgrzymów.                                                   |
| 17 listopada | 17     |       | Bagdad         | Co najmniej 17 osób zginęło w serii zamachów bombowych w stolicy Iraku, Bagdadzie. |
| 19 listopada | 23     | 146   | Bejrut         | Zamach na ambasadę Iranu w Libanie dokonany przez Brygady Abdullaha Azzama. |
| 20 listopada | 35     |       | Bagdad         | Co najmniej 35 osób zginęło w serii zamachów bombowych w stolicy Iraku, Bagdadzie. |
| 21 listopada | 32     |       | Sajdija        | Co najmniej 32 osoby zginęły w zamachu bombowym w mieście Sadija w Iraku. |
| 22 listopada | 10     |       | Bagdad         | Co najmniej 10 osób zginęło w kilku atakach bombowych w stolicy Iraku, Bagdadzie. |
| 23 listopada | 9      | 54    | Bagdad         | Wybuch samochodu-pułapki. |
| 25 listopada | 17     |       | Bagdad         | Co najmniej 17 osób zginęło w zamachu bombowym w centrum Bagdadu, stolicy Iraku. |
| 26 listopada | 14     |       | Tarmija, Tadżi | Co najmniej 14 osób zginęło w 2 zamachach samobójczych na bazy irackich sił bezpieczeństwa w miejscowościach Tarmija i Tadżi koło stołecznego Bagdadu.                                           |
| 27 listopada | +30    |       | Bagdad         | Ponad 30 osób zginęło w serii ataków w Iraku; w 2 lokalizacjach w rejonie Bagdadu znaleziono ciała 13 osób, na których wykonano egzekucje.                                                       |

## Grudzień
| Data       | Zabici | Ranni | Miejsce                   | Opis |
| ---------- | ------ | ----- | ------------------------- | --- |
| 1 grudnia  | 12     |       | Wadżihija                 | 12 osób zginęło w zamachu samobójczym na uroczystości pogrzebowej we wsi Wadżihija w prowincji Dijala w Iraku.                                                                 |
| 3 grudnia  | 9      |       | Tarmija                   | 9 osób zginęło w ataku samobójczym na budynki lokalnej administracji w mieście Tarmija w Iraku.                                                                                |
| 3 grudnia  | 6      |       | Bihar                     | Co najmniej 6 indyjskich policjantów zginęło w wybuchu miny lądowej podłożonej przez maoistowskich rebeliantów w stanie Bihar.                                                 |
| 4 grudnia  | 6      |       | Kirkuk                    | 6 osób zginęło w ataku grupy bojowników na siedzibę wywiadu policyjnego w mieście Kirkuk.                                                                                      |
| 5 grudnia  | 56     | +200  | Sana                      | Zamach w wykonaniu Al-Ka’idy Półwyspu Arabskiego na szpital mieszczący się przy Ministerstwie Obrony.                                                                          |
| 6 grudnia  | 5      |       | Al-Kamiszli               | Co najmniej 5 osób zginęło w zamachu samobójczym przed budynkiem sił paramilitarnych w mieście Al-Kamiszli w północno-wschodniej Syrii.                                        |
| 7 grudnia  | 9      |       | Bagdad                    | 9 osób zginęło w serii ataków na sklepy alkoholowe w stolicy Iraku, Bagdadzie.                                                                                                 |
| 8 grudnia  | 40     |       | Bagdad                    | Co najmniej 40 osób zginęło w serii zamachów bombowych głównie w szyickich dzielnicach stolicy Iraku, Bagdadu.                                                                 |
| 9 grudnia  | 12     |       | Buhriz                    | 12 osób zginęło w zamachu bombowym w mieście Buhriz w Iraku. |
| 10 grudnia | 11     |       | Bakuba                    | 11 osób zginęło w zamachu samobójczym na szyickiej uroczystości pogrzebowej w mieście Bakuba w Iraku.                                                                          |
| 13 grudnia | 18     |       | Bakuba                    | Co najmniej 15 Irańczyków i 3 Irakijczyków pracujących przy budowie rurociągu gazowego zginęło w ataku nieopodal miasta Bakuba w Iraku.                                        |
| 14 grudnia | 10     |       | Bakuba                    | Ponad 10 osób zginęło w serii ataków w stolicy Iraku, Bagdadzie. |
| 16 grudnia | 52     |       | Bagdad                    | Co najmniej 24 szyickich pielgrzymów zginęło w 2 zamachach bombowych na obrzeżach Bagdadu, stolicy Iraku, gdzie w kolejnej serii zamachów zginęło ponadto co najmniej 27 osób. |
| 17 grudnia | 8      |       | Bagdad                    | Co najmniej 8 szyickich pielgrzymów zginęło w 2 atakach w Bagdadzie, stolicy Iraku.                                                                                            |
| 18 grudnia | 5      |       | Północny Waziristan       | Co najmniej 5 pakistańskich żołnierzy zginęło w ataku samobójczym na posterunek kontrolny w regionie Północny Waziristan.                                                      |
| 19 grudnia | 36     |       | Bagdad                    | Co najmniej 36 osób zginęło w zamachach samobójczych w Bagdadzie i Latifiji w Iraku.                                                                                           |
| 20 grudnia | 9      |       | Tuz Churmato              | Co najmniej 9 osób zginęło w wybuchu 2 bomb przydrożnych w mieście Tuz Churmato w północnym Iraku.                                                                             |
| 22 grudnia | 13     | 3     | Bengazi                   | Eksplozja samochodu-pułapki, w wyniku czego zginęło 13 żołnierzy, a trzech zostało rannych                                                                                     |
| 22 grudnia | 20     |       | Um al-Amed, Hims          | 20 cywilów w tym siedmioro dzieci zginęło w wyniku detonacji samochodu-pułapki pod szkołą podstawową.                                                                          |
| 24 grudnia | 16     | 134   | Al-Mansura, Ad-Dakahlijja | Eksplozji przed posterunkiem policji, w wyniku czego zginęło co najmniej 15 osób, a 134 zostało rannych. O zamach oskarżono Bractwo Muzułmańskie.                              |
| 25 grudnia | 35     | 50    | Bagdad                    | Na targowisku w stolicy Iraku przeprowadzono trzy zamachy bombowe, skierowane przeciwko chrześcijanom.                                                                         |
| 27 grudnia | 7      | 70    | Bejrut                    | Wybuch samochodu-pułapki. Zginął m.in. były minister finansów. |
| 28 grudnia | 8      |       | Mogadiszu                 | Osiem osób, w tym trzech żołnierzy zginęło w wyniku wybuchu zdalnie sterowanej bomby w popularnej restauracji.                                                                 |
| 29 grudnia | 15     | 50    | Wołgograd                 | Terrorystka-samobójczyni wysadziła się w powietrze w budynku dworca kolejowego.                                                                                                |
| 30 grudnia | 16     | 27    | Wołgograd                 | Eksplozja bomby w trolejbusie miejskim (zob. Zamachy w Wołgogradzie (grudzień 2013)).                                                                                          |